# Фуцин
Фуци́н (кит. упр. 福清, пиньинь Fúqīng) — городской уезд городского округа Фучжоу провинции Фуцзянь (КНР).

## История
Во времена империи Тан в 699 году из уезда Чанлэ был выделен уезд Ваньань (万安县). В 742 году он был переименован в Футан (福唐县), а в 808 году — в Фуцин (福唐县).
В эпоху Пяти династий и десяти царств, когда эти земли находились в составе государства Поздняя Лян, уезд был в 908 году переименован в Юнчан (永昌县). Когда эти земли вошли в состав государства Поздняя Тан, то в 923 году уезду было возвращено название Футан, однако позднее он был вновь переименован в Фуцин.
После монгольского завоевания и образования империи Юань уезд был в 1295 году поднят в статусе до области, однако после свержения власти монголов и образования империи Мин Фуцинская область (福清州) была в 1369 году вновь понижена в статусе до уезда.
После образования КНР в 1949 году был создан Специальный район Миньхоу (闽侯专区), и уезд вошёл в его состав. В 1956 году Специальный район Миньхоу был упразднён, и уезд перешёл в состав Специального района Цзиньцзян (晋江专区). В 1959 году Специальный район Миньхоу был воссоздан, и уезд вернулся в его состав. В 1970 году власти Специального района Миньхоу переехали из уезда Миньхоу в уезд Путянь, и после этого Специальный район Миньхоу был переименован в Округ Путянь (莆田地区).
Постановлением Госсовета КНР от 18 апреля 1983 года округ Путянь был расформирован, и уезд перешёл под юрисдикцию властей Фучжоу.
Постановлением Госсовета КНР от 26 декабря 1990 года уезд Фуцин был преобразован в городской уезд.

## Административное деление
Городской уезд делится на 7 уличных комитетов и 17 посёлков.

## Экономика

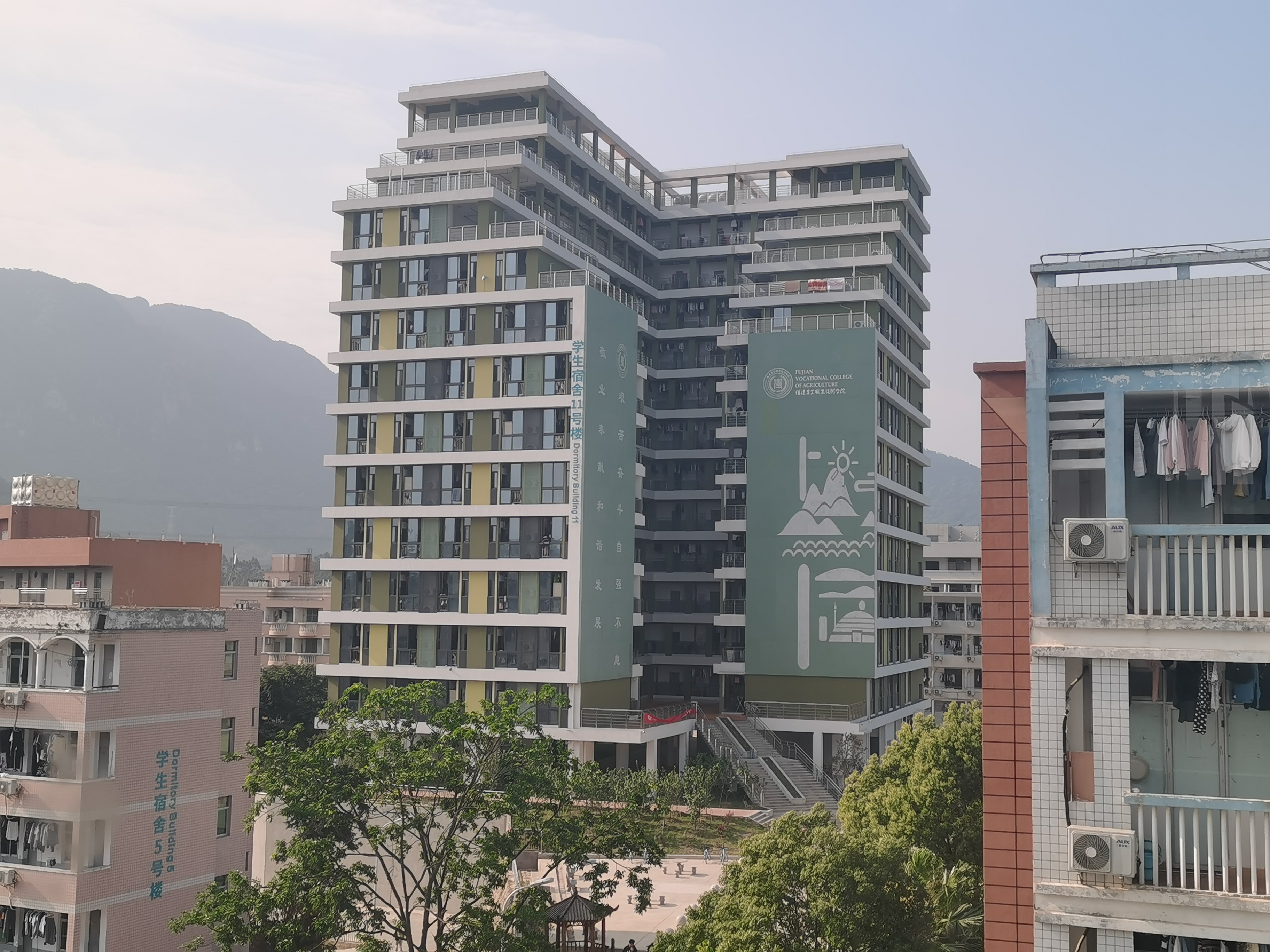
Фуцзяньский сельскохозяйственный колледж

Основными отраслями промышленности являются производство мониторов, дисплеев и телевизоров, продуктов питания (особенно морепродуктов), пластиковых труб и коробов, химической и нефтехимической продукции, электроэнергии, автомобильного и строительного стекла, текстильных изделий, лекарств и медицинского оборудования, ветрогенераторов, одежды, обуви и игрушек. Главным портово-промышленным кластером является Jiangyin Industrial Zone (промышленное и энергетическое оборудование).
В уезде базируются стекольные компании Fuyao Glass и Wanda Automobile Glass, пищевая компания Fujian Tianma Science and Technology Group, производители дисплеев и мониторов L&T Display Technology, MaxRay Optical Technology и TPV Technology. Также в Фуцине расположены АЭС Фуцин компании China National Nuclear Corporation, нефтехимический комбинат компании Fujian Zhongjing Petrochemical, химические заводы компаний Wanhua Chemical Group, Yaolong Chemical Group, Tianchen Yaolong New Material и Southeast Electrochemical, завод офшорных ветряных турбин China Huaneng Group / Dongfang Electric Corporation.
Международный индустриальный парк морской ветроэнергетики «Санься» специализируется на производстве ветрогенераторов и лопаток к ним.  

### Розничная торговля
Крупнейшим торговым центром является Fuqing Wanda Plaza.

## Транспорт

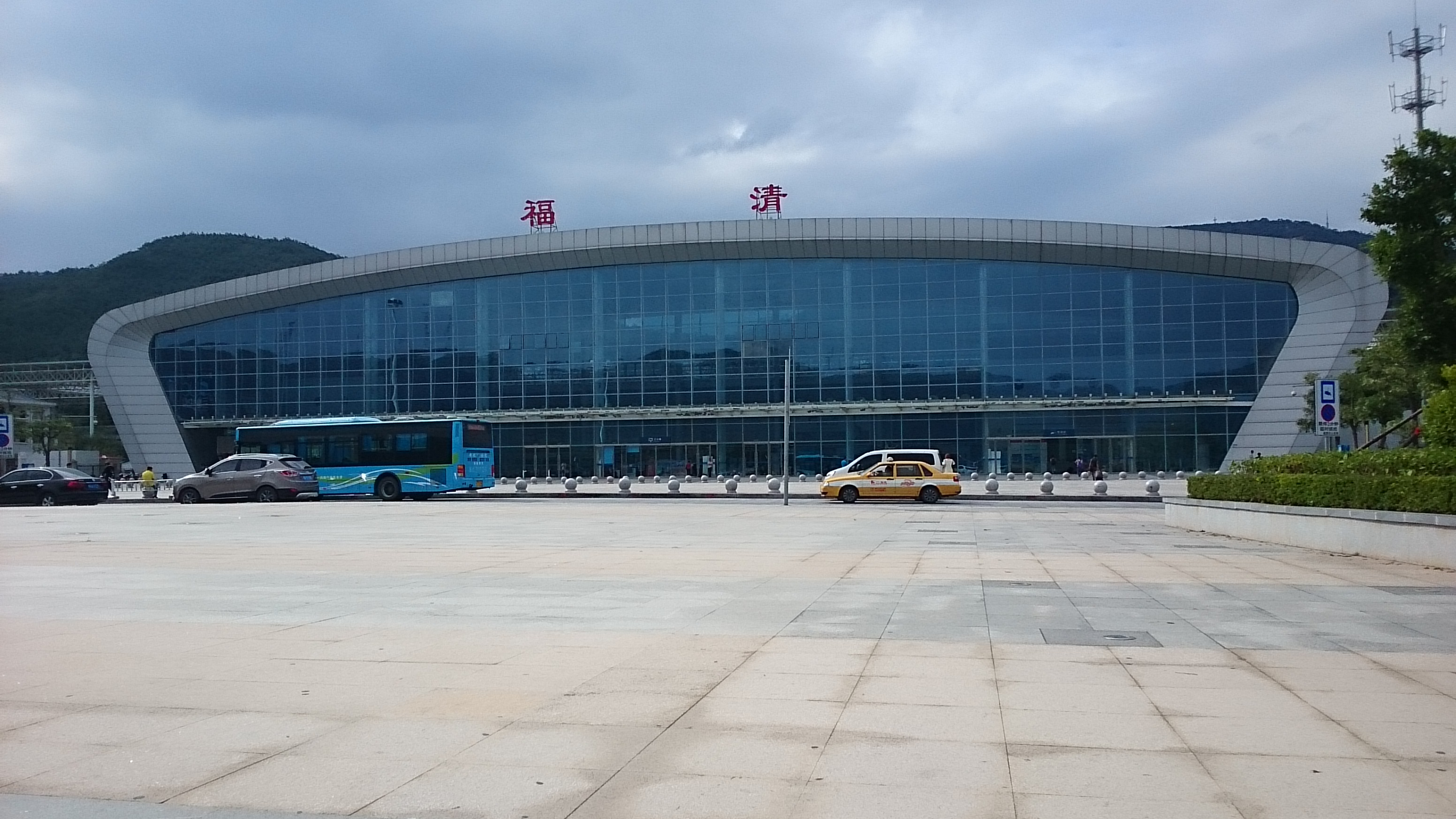
Фуцинский вокзал

Фуцинский железнодорожный вокзал обслуживает железную дорогу Фучжоу — Сямынь, а вокзал Фуцинь-Западный обслуживает скоростную линию Фучжоу — Сямынь.
В Фуцине располагаются торговый порт Фучжоу и международный контейнерный терминал Фучжоу.